# Meedo mullaroo
Meedo mullaroo is een spinnensoort uit de familie Gallieniellidae. De soort komt voor in Zuid-Australië, Queensland en Victoria.